# Молодіжна збірна Косова з футболу
Молодіжна збірна Косова з футболу — молодіжна футбольна збірна, що представляє на міжнародному рівні частково визнану Республіку Косово.

## Історія
6 лютого 2013 року ФІФА дала дозвіл Футбольній федерації Косова грати в міжнародних товариських матчах з іншими членами асоціаціями.
У 2017 збірна дебютувала в кваліфікаційному відборі до чемпіонату Європи 2019.

## Виступи начемпіонатах Європи
- 2013 - 2017: не брала участі
- 2019: не пройшла кваліфікацію
- 2021: не пройшла кваліфікацію
- 2023: не пройшла кваліфікацію
- 2025: не пройшла кваліфікацію